# Heteropora chilensis
Heteropora chilensis är en mossdjursart som beskrevs av Moyano 1973. Heteropora chilensis ingår i släktet Heteropora och familjen Heteroporidae. Inga underarter finns listade i Catalogue of Life.